# Perlé
Perlé är en ort i Luxemburg.   Den ligger i kantonen Canton de Redange och distriktet Diekirch, i den västra delen av landet, 30 kilometer nordväst om huvudstaden Luxemburg. Perlé ligger 484 meter över havet och antalet invånare är 649.
Terrängen runt Perlé är huvudsakligen platt, men österut är den kuperad. Perlé ligger uppe på en höjd.  Närmaste större samhälle är Steinfort, 20,0 kilometer sydost om Perlé. 
Omgivningarna runt Perlé är en mosaik av jordbruksmark och naturlig växtlighet. Runt Perlé är det ganska tätbefolkat, med 129 invånare per kvadratkilometer.